# Ingrave
Ingrave is een plaats in het district Brentwood in het Engelse graafschap Essex. De in 1734 gebouwde dorpskerk, gewijd aan de heilige Nicolaas van Myra, heeft een vermelding op de Britse monumentenlijst.